# Меринов, Владимир Владимирович
Влади́мир Влади́мирович Ме́ринов (бел. Уладзімір Уладзіміравіч Мерынаў;  род. 28 мая 1971, Светлогорск, Гомельская область, Белорусская ССР, СССР) — белорусский гребец-каноист, выступал за сборную Белоруссии в конце 1990-х годов. Чемпион мира, победитель многих республиканских, национальных и международных регат. Мастер спорта международного класса.

## Биография
Владимир Меринов родился в городе Светлогорске, Гомельская область. Активно заниматься греблей начал в раннем детстве, проходил подготовку в светлогорской детско-юношеской спортивной школе № 2 под руководством тренера Геннадия Гаврилова. Первого серьёзного успеха добился в 1989 году, когда стал чемпионом мира среди юниоров на дистанциях 500 и 1000 метров.
На международной арене впервые заявил о себе в 1997 году, одержав победу на двух этапах Кубка мира. Позже благодаря череде удачных выступлений удостоился права защищать честь страны на чемпионате мира в канадском Дартмуте, в составе четырёхместного экипажа, куда также вошли гребцы Александр Масейков, Анатолий Ренейский и Андрей Беляев, завоевал золотую медаль в гонке на 200 метров. Год спустя команда отправилась защищать чемпионский титул на мировое первенство в венгерский Сегед, однако Меринов в этом новом составе был заменён другим гребцом Сергеем Плетнёвым — в итоге команда взяла серебро.
Является мастером спорта Республики Беларусь международного класса.